# ويد كيلر
وايد كيلر (من مواليد 22 مايو 1971) هو صحفي مصارعة محترفة أمريكي يدير النشرة الإخبارية لبرو ريسلينغ تورتش. هو كذلك مضيف ذا وايد كيلر برو ريسلينغ بودكاست على بودكاست وان منذ عام 2017.

## برو ريسلينغ تورتش
أسس كيلر نشرة أخبار برو ريسلينغ تورتش (المعروفة أيضًا باسم بي دبليو تورتش، أو ببساطة ذا تورتش) في أكتوبر 1987، عندما كان صغيرًا في المدرسة الثانوية. كان يتم نشر النشرة الإخبارية أسبوعيًا من منزله في مينيسوتا، مع نشر المحتوى أيضًا على موقع الويب المصاحب الذي تم إطلاقه في عام 1999. يتضمن عمل كيلر أعمدة أسبوعية، وتقارير إخبارية وتحليلات، بالإضافة إلى مقابلات بصيغة مطبوعة وصوتية. هو يعمل عن كثب مع المصارعين والمروجين وعشاق المصارعة لجمع المعلومات. تم بث برو ريسلينغ تورتش لايفكاست عبر BlogTalkRadio حتى عام 2017.
إحدى ميزات كيلر السنوية هي تورتش تالك، حيث يجري مقابلات مع المصارعين. كيلر أيضًا مضيف برو ريسلينغس ألتاميت إنسايدر، وهي سلسلة من المقابلات مع شخصيات مصارعة بارزة تم إصدارها على دي في دي. في العدد الأول ظهر فينس روسو وإد فيرارا وهما كاتبين سابقين من دبليو دبليو إي ودبليو سي دبليو، في حين ظهر في العدد الثاني جيف ومات هاردي. كما ظهر في عدد آخر مصارع إي سي دبليو وإكس بي دبليو نيو جاك.

## إم إم إيه تورتش
قام وايد كيلر أيضًا بإنشاء والإشراف على إم إم إيه تورتش، وهو موقع ويب مخصص لعالم فنون القتال المختلطة. كان الموقع موجودًا منذ أوائل العقد الأول من القرن الحالي وكان أحد المواقع الأولى التي خصصت تغطية لعالم الفنون القتالية المختلطة. لقد أجرى مقابلة مع دانا وايت، حاجز المباريات الأصلي في يو إف سي، وآرت ديفي ومذيع يو إف سي مايك غولدبرغ. وقبل إطلاق موقع إم إم إيه تورتش على الويب، تم تضمين تغطية كيلر للفنون القتالية المختلطة في صفحات النشرة الإخبارية برو ريسلينغ تورتش، بما في ذلك تغطية أول عرض من نوع الدفع مقابل المشاهدة. يوفر الموقع الأخبار والمقابلات والتحليلات والآراء بالإضافة إلى ميزة لوحة الرسائل.

## الحياة الشخصية
كيلر مثلي الجنس علنًا. هو وشريكته منذ فترة طويلة كوري لديهما ابن اسمه بوي. كيلر هو أيضًا ممارس لفنون الدفاع عن النفس مدى الحياة.

## الجوائز والإنجازات
- جورج تراغوس / معهد لو ثيسز الدولي للمصارعة
  - جائزة جيم ميلبي (2015)[8][9]

## روابط خارجية
- الموقع الرسمي
- برو المصارعة الشعلة
- بودكاست وايد كيلر للمصارعة المحترفة في بودكاست وان
- بي دبليو تورتش لايفكاست في BlogTalkRadio